# Marie de Jonge
Jkvr. Eva Maria Alida (Marie) de Jonge (Amersfoort, 24 december 1872 - Zutphen, 19 maart 1951) was een Nederlandse kunstschilderes, tekenares en tekenlerares.

## Leven en werk

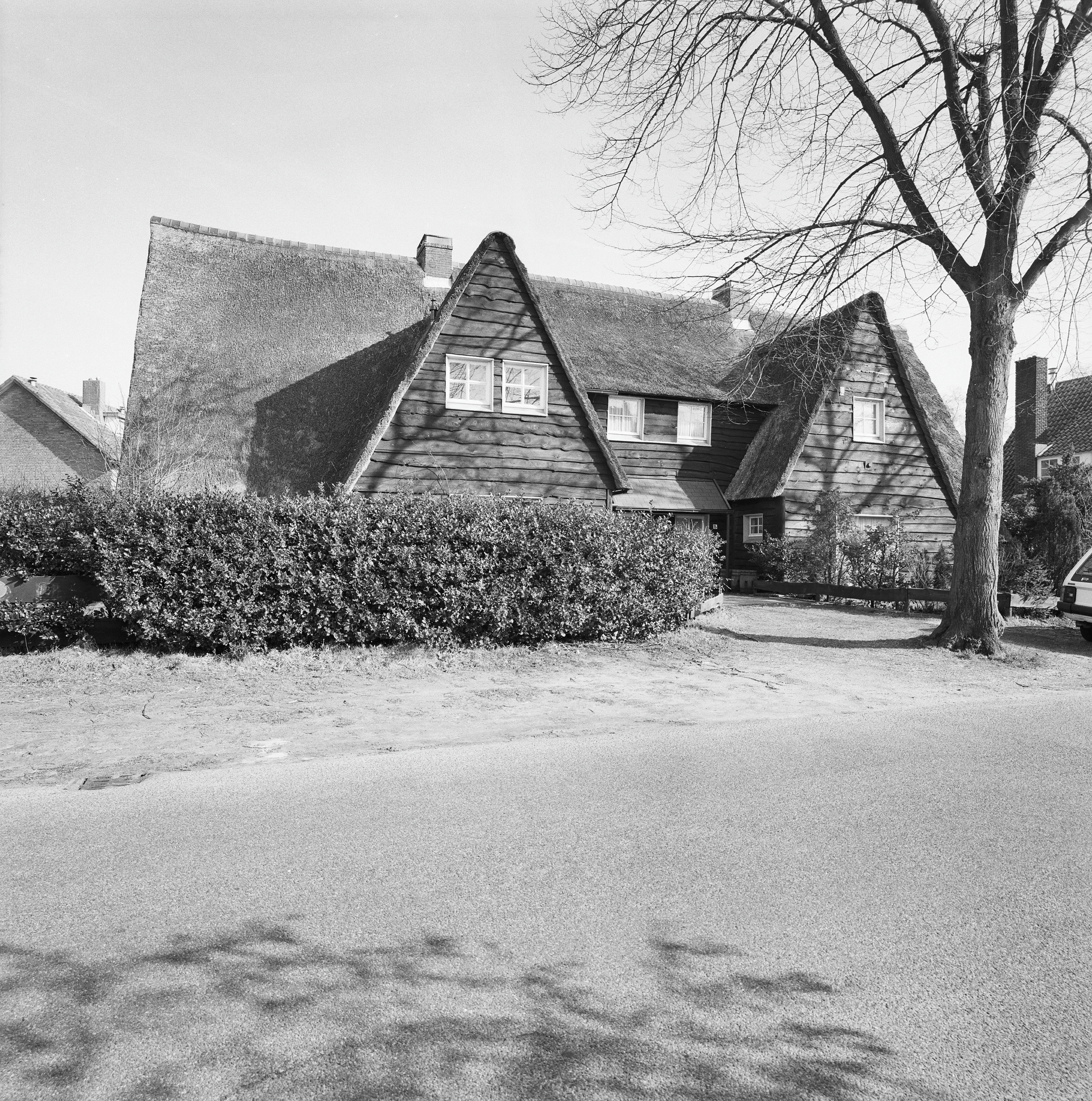
Het in opdracht van De Jonge gebouwde Internationale schildersatelier in Laren

De Jonge werd in 1872 in Amersfoort geboren als dochter van de substituut-officier van Justitie jhr. Marinus Willem Cornelis de Jonge en jkvr. Eva Maria Alida de Brauw. Zij werd als beeldend kunstenaar opgeleid aan de Academie van Beeldende Kunsten in Den Haag en aan de Rijksakademie van beeldende kunsten in Amsterdam, waar Nicolaas van der Waay haar leermeester was. Na haar opleiding was ze achtereenvolgens werkzaam in Amsterdam, Laren in Het Gooi, Vorden en Zutphen. Ze was aangesloten bij de kunstenaarsgenootschappen Sint Lucas en Arti et Amicitiae in Amsterdam en Pulchri Studio in Den Haag. Zij schilderde genre-, figuur- en interieurvoorstellingen, stads- en dorpsgezichten en stillevens. Werk van De Jonge bevindt zich in de collectie van het Stedelijk Museum Zutphen.
De Jonge was oprichtster en leidster van het Internationaal schildersatelier aan het Singel in Amsterdam. Samen met Martin Monnickendam verzorgde ze de lessen. Onder haar leerlingen bevonden zich Maria Anna Bleeker, Gustave van Kan en Suzanna Elisabeth Kneppelhout. Rond 1920 werd in Laren in opdracht van De Jonge een nieuw pand Jagersweg 13 gebouwd, ontworpen door de architect A.J. Boland, ten behoeve van het Internationaal schildersatelier.
De Jonge was ongehuwd. Zij overleed in maart 1951 op 78-jarige leeftijd in haar woonplaats Zutphen.
- Biografisch Portaal: 86070355
- RKD-Nederlands Instituut voor Kunstgeschiedenis: 42722
- Union List of Artist Names: 500110530
- Virtual International Authority File: 96510150